# فرضية تصادم درياس الأصغر
تنص فرضية تصادم درياس الأصغر أو فرضية مذنب كلوفيس أن شظايا كويكب أو مذنب كبير (قطره أكثر من 4 كيلومترات) قد ضربت أمريكا الشمالية والجنوبية وأوروبا وغرب آسيا قبل 12800 إلى 11700 سنة مضت. أنتجت الانفجارات الهوائية/التصادمات المتعددة طبقة درياس الأصغر الحدودية ما أدى إلى ترسيب تركيزات قصوى من البلاتين والسبيروليت عالي الحرارة والزجاج المصهور والألماس النانوي، ما شكل مسندًا متزامنًا في أكثر من 50 موقعًا عبر نحو 50 مليون كيلومتر مربع من سطح الأرض. اقترح بعض العلماء أن هذا الحدث تسبب في حرق واسع النطاق للكتلة الحيوية، وشتاء تصادمي قصير، وتغير مناخي مفاجئ، وساهم في انقراض حيوانات البليستوسين الضخمة في العصر الجليدي المتأخر، وأدى إلى نهاية ثقافة كلوفيس.

## الأدلة
تشمل الأدلة التي قدمها مؤيدو التصادم النيزكي أو النيزكي المتفجر «الحصير الأسود»، أو طبقات التربة الأرضية الغنية بالمواد العضوية التي حُدد وجودها في عشرات المواقع الأثرية لثقافة كلوفيس في أمريكا الشمالية. أبلغ مؤيدون الفرضية عن وجود مواد تشمل الألماس النانوي والسبيروليت الكربوني والسبيروليت المغناطيسي والإيريديوم والبلاتين ونسب البلاتين/البلاديوم والفحم والسخام والفوليرين الغني بالهيليوم 3 التي فُسرت كدليل على حدث تصادمي يمثل بداية فترة درياس الأصغر. يدعي مؤيدو الفرضية أنه لا يمكن تفسير هذه البيانات بشكل كافٍ بحدوث نشاطات بركانية أو بشرية أو غيرها من العمليات الطبيعية.

## عواقب هذا التصادم
يفترض العلماء أن حدث التصادم أدى إلى انقراض العديد من أنواع الحيوانات البليستوسينية الضخمة في أمريكا الشمالية. تضمنت هذه الحيوانات الجِمال والمواميث والدببة العملاقة قصيرة الوجه والعديد من الأنواع الأخرى التي يقترح المؤيدون أنها ماتت في تلك الفترة. وفقًا لمؤيدي الفرضية، فإن الأدلة المقترحة لحدث التصادم ساهمت في الانتقال من ثقافة كلوفيس إلى الأنماط اللاحقة، وتسبب في حرق واسع النطاق للكتلة الحيوية، وتأثير قصير في فصل الشتاء، وتغير مناخي مفاجئ.

## تاريخ الفرضية

### المراحل الأقدم للفرضية
يمكن أن تُعزى الفرضيات الأصلية للتصادمات المذنبية التي كان له تأثير واسع النطاق على البشر إلى إدموند هالي، الذي اقترح في عام 1694 حدوث فيضان عالمي بسبب اقتراب مذنب كاد يصطدم بالأرض. درس ويليام ويستون هذه المسألة بمزيد من التفصيل، وهو أحد رعاة ومروجي نظريات إسحاق نيوتن، الذي جادل في كتابه «نظرية جديدة للأرض» (1696) أن تصادمًا مذنبيًا هو السبب المحتمل للفيضان نوح المذكور في الكتاب المقدس. كما أرجع ويستون أصل الغلاف الجوي والتغيرات المهمة الأخرى في الأرض إلى حدوث تصادمات مذنبية.
رُوجت هذه الفرضية لاحقًا من قبل عضو الكونغرس لولاية مينيسوتا وكاتب علم الآثار الزائف إغناتيوس إل. دونيلي في كتابه «راجناروك: عصر النار والحصى» (1882)، الذي أعقب كتابه الأكثر شهرة، «أتلانتس: عالم ما قبل الطوفان». في كتاب راجناروك، يقول دونلي أن مذنبًا هائلًا ضرب الأرض قبل نحو 12000 عام، مدمرًا حضارة «القارة المفقودة» أتلانتس المتقدمة. عزا دونلي، مثل هالي وويستون، طوفان الكتاب المقدس إلى هذا التصادم، الذي افترض أنه أدى أيضًا إلى حرائق كارثية وتغير مناخي كبير. بعد وقت قصير من نشر كتاب راجناروك، قال أحد المعلقين: «أكد ويستون أن طوفان نوح جاء من ذيل مذنب؛ لكن دونيلي تفوق على ويستون، لأنه أظهر أن كوكبنا لم يتعرض لفيضان مذنبي فحسب، ولكن أيضًا لحرائق مذنبية، ومطر من الحجارة المذنبية».

### إعادة إحياء الفرضية في القرن الحادي والعشرين
في عام 2006، أُعيد إحياء الفرضية في كتاب «دورة الكوارث الكونية: كيف غيّر مذنب من عصر الحجري مسار الثقافة العالمية»، الذي هو كتاب تجاري لريتشارد فايرستون وألين ويست وسيمون وارويك سميث نشره دار نشر إنير تراديشنز بير آند كاميني وسُوق باعتباره كتابًا من فئة التغيرات الأرضية، الذي هو مصطلح صاغه عالم النفس إدغار كايس. اقترح الكتاب أن انفجارًا هوائيًا كبيرًا أو تصادمًا أرضيًا لمذنب واحد أو أكثر قد بدأ فترة درياس الأصغر الباردة قبل 12900 سنة وفق قياسات التأريخ بالكربون المشع العيارية (10900 سنة بالقياس غير العياري).
في عام 2007، اقترح فايرستون ويست وأربعة وعشرون مؤلفًا آخر أن حدث التصادم ربما أدى إلى انخفاض فوري في عدد سكان أمريكا الشمالية في تلك الفترة.
في عام 2008، نشر سي. فانس هاينز جونيور بيانات تدعم الطبيعة المتزامنة للحصائر السوداء، مؤكدًا أهمية التحليل المستقل لمواقع كلوفيس الأخرى لدعم الفرضية. لقد كان متشككًا في التصادم النيزكي المتفجر كسبب لانقراض درياس الأصغر والحيوانات الضخمة المرتبطة به، لكنه توصل إلى «... حدوث أمر عظيم قبل 10900 عام (وفق التأريخ الكربوني المشع غير العياري) لم نفهمه بعد». أقيمت المناظرة الأولى بين مؤيدي ومشككي النظرية في مؤتمر بيكوس عتم 2008 في فلاجستاف، أريزونا.
في عام 2009، قدمت ورقة بحثية في مجلة Proceedings of the National Academy of Sciences دليلًا على الزجاج التصادمي الذي نتج عن التصادم النيزكي. أكد بحث آخر أن سربًا من الكوندريت الكربوني أو الشظايا المذنبية من الانفجار النيزكي (أو الانفجارات النيزكية) أو التصادم (أو التصادمات) قد أحرقت أجزاء من أمريكا الشمالية، وسببت انقراض معظم الحيوانات الضخمة في القارة، وانتهاء ثقافة الكلوفيس. ذكرت مقالة أخرى في مجلة سايينس أدلةً على وجود ألماس نانوي في ترسبات جيولوجية يُعتقد أنها تتوافق مع الحدث. في نفس عدد المجلة، ذكرت مقالة أخرى أن الألماس النانوي هو دليل على الكوندريتات الكربونية أو مذنبات في بداية فترة درياس الأصغر التي تسببت انفجاراتها الجوية وتصادماتها السطحية في أضرار واسعة النطاق. أٌقيمت مناظرة خاصة في اجتماع الاتحاد الجيوفيزيائي الأمريكي (إيه جي يو) في خريف عام 2009 حيث تناوب المتشككون والمؤيدون على إعطاء عروض تقديمية.
في عام 2010، عقدت الجمعية الرباعية الأمريكية مناظرةً بين المتشككين والمؤيدين في لارامي، وايومنغ.
في عام 2011، تحدت مجموعة كبيرة من العلماء فرضية تصادم درياس الأصغر معتبرين أن معظم الاستنتاجات لا يمكن إعادة إنتاجها وأنها تمثل تفسيرًا خاطئًا للبيانات. ادعت المقالة عدم العثور على ألماس نانوي وأن السبيروليت الكربوني المفترض قد يكون فطريات أو براز حشرات تتضمن ملوثات حديثة. ردًا على ذلك، في يونيو 2013، نشر بعض المؤيدين الأصليين إعادة تقييم للسبيروليت من ثمانية عشر موقعًا في جميع أنحاء العالم واعتبروا أنها تدعم فرضيتهم. زادت الشكوك مع الكشف عن وثائق تثبت حدوث سوء في التصرف وسلوك إجرامي سابق.
في عام 2012، نشر العلماء أدلة تدعم نسخة معدلة من فرضية تأثير درياس الأصغر- تتضمن تصادمًا غير مذنبي أصغر بكثير - عمرها 12900 سنة عُثر عليها في قاع بحيرة كويتسيو في غواناخواتو، المكسيك. شملت الأدلة ألماس نانوي (بما في ذلك الشكل السداسي المُسمى لونسداليت)، والسبيروليت الكربوني والسبيروليت المغناطيسي. دُرست فرضيات متعددة لتفسير هذه الملاحظات، على الرغم من عدم اعتقاد العلماء أن أيًا منها أرضي. يتواجد اللونسداليت بشكل طبيعي في الكويكبات والغبار الكوني وينتج عن التصادمات الفضائية على الأرض. لم تُكرر نتائج الدراسة من قبل باحثين آخرين. يُصنع اللونسداليت في المختبرات أيضًا.